# 寨山摩崖题字
寨山摩崖题字，位于江苏省徐州市邳州市燕子埠，是中华人民共和国江苏省文物保护单位之一。
1982年3月25日，授予江苏省文物保护单位，是一座石刻及其他。